# Густафсон, Рут
Рут Вальборг Мария Густафсон (швед. Ruth Valborg Maria Gustafson, урождённая Петтерссон (швед. Pettersson); 8 июля 1881, Стокгольм — 5 апреля 1960, там же) — шведский политик (социал-демократка), профсоюзная деятельница, активистка борьбы за права женщин и редактор. Она была членом Стокгольмского городского совета в 1919—1938 годах и шведского парламента в 1933—1960 годах, а также редактором социал-демократической газеты «Morgonbris» в 1908—1910 и 1919—1921 годах. В 1902—1921 годах Густафсон была членом Национальной ассоциации за избирательное право женщин и спикером левого крыла этого движения.

## Биография и карьера
Рут Густафсон родилась в Стокгольме в семье воспитателя Фредрика Теодора Петтерссона и Анны Ловисы Йоханссон. Она вышла замуж за редактора и парламентария Яльмара Альбина Густафсона (1883—1961) в 1912 году и развелась с ним в 1934 году. Густафсон была членом правления Женского союза в 1903—1906 годах, рабочего комитета социал-демократических женщин в 1907—1910 и 1917—1920 годах, председателем его же в 1908—1910 годах, а также членом правления Социал-демократических женщин в 1920—1932 и 1936—1948 годах.
Густафсон росла в семье рабочих интеллектуалов, её родители были увлечены идеями социализма и прав рабочих. Её отец занимался профсоюзной деятельностью, и она стала принимать активное участие в социал-демократическом движении, пройдя через его молодёжные клубы в Стокгольме в 1890-х годах. Густафсон стала формальным членом Социал-демократической партии в 1902 году, а затем активно выступала в качестве спикера партии, используя опыты Каты Дальстрём и Анны Стеркю в качестве своих образцов для подражания. Она была известна своими радикальными взглядами в пользу запрета церкви, в пользу гражданского брака, а именно в предоставлении законных прав паре, живущей вместе вне брака (как она сама и жила со своим супругом в течение шести лет, прежде чем выйти за него замуж), а также в защиту детей от использования их в качестве рабочей силы.
Рут Густафсон была ведущей фигурой движения за права женщин в рамках социал-демократического и шведского рабочего движения, хотя обычные женщины преимущественно не желали становиться частью женских правозащитных организаций, поскольку считалось, что они состоят в основном из женщин из высшего класса. Женщины из рабочего класса в этот момент выступали за свои права через профсоюзы для женщин, и Густафсон служила для них важным оратором в рамках социал-демократического движения.